# Kirsten Wielaard
Kirsten Wielaard (26 de junio de 1989) es una deportista neerlandesa que compitió en remo. Ganó dos medallas de plata en el Campeonato Europeo de Remo, en los años 2010 y 2017.

## Palmarés internacional
| Campeonato Europeo | Campeonato Europeo          | Campeonato Europeo | Campeonato Europeo |
| Año                | Lugar                       | Medalla            | Prueba             |
| ------------------ | --------------------------- | ------------------ | ------------------ |
| 2010               | Montemor-o-Velho (Portugal) | Medalla de plata   | Ocho con timonel   |
| 2017               | Račice (República Checa)    | Medalla de plata   | Ocho con timonel   |